# Beccariella lucens
Beccariella lucens är en tvåhjärtbladig växtart som först beskrevs av Pieter van Royen, och fick sitt nu gällande namn av André Aubréville. Beccariella lucens ingår i släktet Beccariella och familjen Sapotaceae. Inga underarter finns listade i Catalogue of Life.